# Бартанус, Марек
Марек Бартанус (словац. Marek Bartánus; род. 13 февраля 1987 года, Липтовски-Микулаш, Чехословакия) — словацкий хоккеист, играющий на позиции нападающего.

## Карьера
Выступал за ХК «Кошице», ХК «Требишов», «Оуэн Саунд-Эттек» (ОХЛ), ХК «Попрад», ХК «Липтовски Микулаш», «Спарта» (Прага), «Энергия» (Карловы Вары), «Слован» (Братислава), ХК «Скалица», «Витковице», СХК «Пиештяни». Сейчас играет за клуб «Банска-Бистрица». Является 5-кратным чемпионом Словакии. В 2010 году стал лучшим снайпером Словацкой экстралиги, забросив 28 шайб.
В чемпионатах Словакии — 498 матчей, 291 очко (134+157), в плей-офф — 116 матчей, 62 очка (31+31).
В чемпионатах Чехии — 78 матчей, 21 очко (13+8), в плей-офф — 20 матчей, 4 очка (2+2).
В составе национальной сборной Словакии провел 32 матча, набрал 7 очков (2+5). Участник чемпионата мира 2016 года (7 игр, 0+1).
В составе молодежной сборной Словакии участник чемпионатов мира 2006 и 2007 (11 матчей, 2+2).
В составе юниорской сборной Словакии участник чемпионата мира 2005 (6 игр, 1+1).

## Достижения
- Чемпион Словакии (2012, 2014, 2015, 2018, 2019)
- Серебряный призёр чемпионата Словакии 2008
- Бронзовый призёр чемпионата Словакии 2016
- Лучший снайпер чемпионата Словакии 2010 (28 голов)